# Chapter Thirty-Nine: The Midnight Club
"Chapter Thirty-Nine: The Midnight Club" é o quarto episódio da terceira temporada e trigésimo nono episódio da série americana de drama, e mistério Riverdale. O episódio foi escrito por Tessa Leigh Williams e dirigido por Dawn Wilkinson. Foi ao ar em 7 de novembro de 2018 nos Estados Unidos pela The CW.

## Sinopse
Com o jogo Griffins e Gargoyles (G&G) se espalhando por Riverdale, a cidade foi forçada a agir começando pela Riverdale High School, onde o diretor da Weatherbee iniciou uma série de buscas de armários e confiscou manuais de jogadores de G&G. A prefeita da cidade, Hermione Lodge, decide visitar pessoalmente a Riverdale High School para esclarecer os perigos que enfrentam. Como prefeita, Hermione bane oficialmente G&G. Betty confronta Alice sobre Gryphons e Gargoyles, e Alice não tem escolha a não ser esclarecer como ela, Fred, FP, Hermione, Hiram, Sierra, Penelope e Tom jogaram o jogo no início dos anos 90, e como um mistério chocante tem atormentado todos eles desde então.

## Elenco e personagens

### Principal
- KJ Apa como Archie Andrews / Fred Andrews
- Lili Reinhart como Betty Cooper / Alice Smith
- Camila Mendes como Veronica Lodge / Hermione Gomez
- Cole Sprouse como Jughead Jones / FP Jones
- Marisol Nichols como Hermione Lodge
- Madelaine Petsch como Cheryl Blossom / Penelope Blossom
- Ashleigh Murray como Josie McCoy / Sierra Samuels
- Casey Cott como Kevin Keller / Tom Keller
- Charles Melton como Reggie Mantle / Marty Mantle
- Vanessa Morgan como Toni Topaz
- Mädchen Amick como Alice Cooper

### Recorrente
- Michael Consuelo como Hiram Lodge
- Major Curda como Daryl Doiley
- Anthony Michael Hall como Diretor Featherhead
- Peter Bryant como Waldo Weatherbee
- Jordan Connor como Sweet Pea
- Alvin Sanders como Pop Tate
- Drew Ray Tanner como Fangs Fogarty

### Convidados
- Zachary Hayden como Hal Cooper
- Sean Kennedy como pai de FP
- Craig Meester como zelador
- Jaden Oehr como Clifford Blossom
- Sarah Rodgers como a senhorita Bell
- Simone Sadler como Penelope Blossom
- Trevor Stines como Clifford
- Nikolai Witschl como o Dr. Curdle Jr.

## Recepção

### Audiência
O episódio foi assistido por 1,37 milhões de espectadores, recebendo 0,4 milhões entre os espectadores entre 18 e 49 anos.

### Crítica
O site de agregadores de revisão Rotten Tomatoes o episódio tem uma aprovação de 93%, com base em 15 resenhas, com uma pontuação média de 9,1/10. O consenso do site diz: "ajudado por uma dose épica de nostalgia, o The Midnight Club empurra o enredo e oferece uma vitrine perfeita para as imitações impressionantes do elenco, ao mesmo tempo, provando que nenhuma série pode alcançar um campo de alto conceito como Riverdale".